# Império do Divino Espírito Santo de Santo Amaro (Conceição)

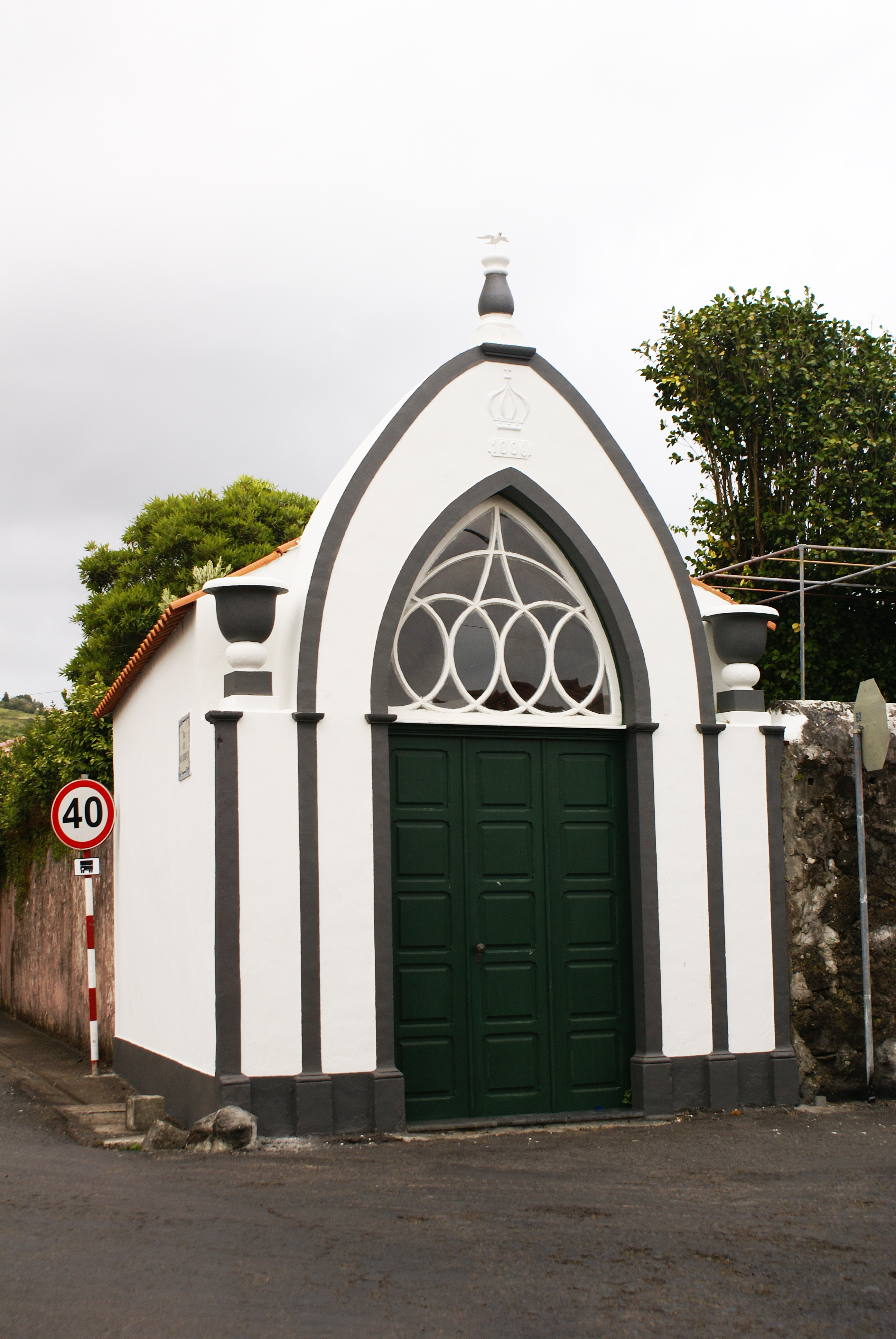
Império do Espírito Santo de Santo Amaro.

O Império do Divino Espírito Santo de Santo Amaro é um Império do Espírito Santo português que se localiza na freguesia da  Conceição, concelho da Horta, ilha do Faial, arquipélago dos Açores.
Este Império do Espírito Santo ostenta na fachada as datas de 1886 e apresenta uma porta com forma ogival, com uma pomba do espírito santo no cimo da fachada.